# Cronk Keeill Abban
Cronk Keeill Abban ist einer von vier belegten alten Versammlungsplätzen auf der Isle of Man. Die anderen befinden sich beim Castle Rushen, am Hill von Renurling (heute Cronk Urley) und in Old Tynwald. 
Die genaue Lage von Cronk Keeill Abban ist unklar. Die runde Einfriedung aus Trockenmauerwerk wurde 1929 errichtet, um an die Existenz des Versammlungsortes zu erinnern. Er war möglicherweise Ort der Tynwald-Versammlungen für die südlichen Sheadings Garff, Middle und Rushen. Die Lage in der Nähe der Via Regia erleichterte den Zugang. Ein Grabhügel, ähnlich wie der Tynwald Hill, könnte als Sammelpunkt gedient haben, was zur Verwendung des Ortsnamens führte (ein „Cronk“ ist ein kleiner Hügel). Heute ist davon keine Spur erhalten.
Der früheste Hinweis auf diesen Ort findet sich in den Statute Books, die die vom Tynwald erlassene Gesetze aufzeichneten. Historisch wurde der Ort jährlich von Bewohnern von Braddan aufgesucht, die um den Ort gingen und Hochrufe ausstießen. 
Eine Kreuzplatte und Grabplatten in der St. Luke's Church in West Baldwin weisen möglicherweise auf den Keeill Abban hin, nach der der Hügel benannt wurde. 